# 1097 en santé et médecine
| Années de la santé et de la médecine : 1094 - 1095 - 1096 - 1097 - 1098 - 1099 - 1100    |
| Décennies de la santé et de la médecine : 1060 - 1070 - 1080 - 1090 - 1100 - 1110 - 1120 |

Cet article présente les faits marquants de l'année 1097 en santé et médecine.

## Décès
- 1097 ? : Trotula de Salerne (née à une date inconnue), femme médecin et chirurgienne italienne de l'école de Salerne[1].

## Référence
1. ↑  Laure Cudet-Chiodoni, « Trotula, médecin énigmatique », dans Franco Morenzoni (dir.) et Élisabeth Mornet (dir.), Milieux naturels, espaces sociaux : Études offertes à Robert Delort, Paris, Éditions de la Sorbonne, 1997 (ISBN 979-10-351-0224-1, lire en ligne), p. 729-739 [§ 3 en ligne].